# بردا با.۲۷
بی‌ای. ۲۷ بردا (به انگلیسی: Breda_Ba.27) یک هواگرد ملخ‌پیشین تک‌موتوره از نوع جنگنده ساخت شرکت Breda است. هواگرد بی‌ای. ۲۷ بردا نخستین پروازش را در ۱۹۳۳ میلادی انجام داد. در مجموع، تعداد ۱۴ فروند از این هواگرد ساخته شده‌است.